# 2722 Abalakin
2722 Abalakin (1976 GM2) là một tiểu hành tinh nằm ở rìa ngoài của vành đai chính được phát hiện ngày 1 tháng 4 năm 1976 bởi Chernykh, N. ở Nauchnyj.